# Balangoda
Balangoda (Tamil: பலங்கொடா, Singhalesisch: බලංගොඩ) ist neben der Hauptstadt Ratnapura die einzige größere Stadt im Distrikt Ratnapura innerhalb der Provinz Sabaragamuwa auf Sri Lanka.

## Geographie
Balangoda liegt etwa 40 km östlich von Ratnapura und ist über den Highway A4 zu erreichen. Etwa 11 km weiter nordöstlich liegt die Samanalawewa-Talsperre am Fluss Walawe, der das Verwaltungsgebiet von Nordwest nach Südost durchfließt. Die Größe des Verwaltungsbezirks Balangoda beträgt 272,1 km2.

## Geologie

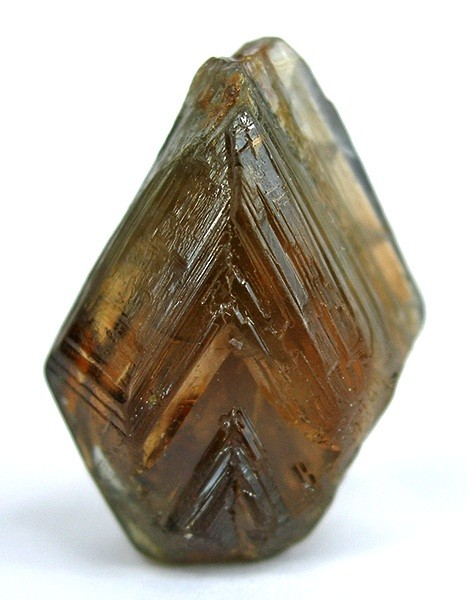
Chysoberyll aus Balangoda

Das Grundgestein unter Balangoda besteht aus Charnockit. Der ganze Distrikt um Ratnapura und auch Balangoda ist eine bekannte Fundstätte für einige wertvolle Schmucksteine wie der Beryllvarietäten Goshenit und Aquamarin, der Chrysoberyllvarietät Alexandrit, den Korundvarietäten Rubin und Saphir, verschiedene Minerale der Granatgruppe, Spinell, Topas und Zirkon. Des Weiteren konnten dort auch Baddeleyit, Geikielith, Gold, Graphit, Ilmenit, Pyrit, Sillimanit und Sinhalit nachgewiesen werden. Für das Mineral Thorianit ist Balangoda zudem Typlokalität.